# Joanna Rowsell
Joanna Rowsell (Sutton, Londres, 5 de desembre de 1988) és una ciclista britànica especialista en persecució. Campiona del món cinc cops, va aconseguir una medalla d'or als Jocs Olímpics de Londres, i una altra als Jocs de Rio.

## Palmarès
- 2008
  -  Campiona del món de persecució per equips (amb Wendy Houvenaghel i Rebecca Romero)
  -  Campiona d'Europa sub-23 en Persecució per equips (amb Elizabeth Armitstead i Katie Colclough)
- 2009
  -  Campiona del món de persecució per equips (amb Wendy Houvenaghel i Elizabeth Armitstead)
- 2011
  -  Campiona d'Europa en Persecució per equips (amb Danielle King i Laura Trott)
  -  Campiona del Regne Unit en Persecució
  -  Campiona del Regne Unit en Persecució per equips (amb Sarah Storey i Danielle King)
- 2012
  -  Medalla d'or als Jocs Olímpics de Londres en Persecució per equips (amb Danielle King i Laura Trott)
  -  Campiona del món de persecució per equips (amb Laura Trott i Danielle King)
- 2013
  -  Campiona d'Europa en Persecució per equips (amb Danielle King, Elinor Barker, Katie Archibald i Laura Trott)
  -  Campiona del Regne Unit en Persecució per equips (amb Laura Trott, Elinor Barker i Danielle King)
  -  Campiona del Regne Unit en contrarellotge
- 2014
  -  Campiona del món de persecució
  -  Campiona del món de persecució per equips (amb Laura Trott, Elinor Barker i Katie Archibald)
  - Medalla d'or als Jocs de la Commonwealth en persecució
  -  Campiona del Regne Unit en Persecució per equips (amb Laura Trott, Elinor Barker i Danielle King)
- 2015
  -  Campiona d'Europa en Persecució per equips (amb Elinor Barker, Katie Archibald, Laura Trott i Ciara Horne)
  -  Campiona del Regne Unit en Persecució per equips (amb Ciara Horne, Katie Archibald i Sarah Storey)
- 2016
  -  Medalla d'or als Jocs Olímpics de Rio de Janeiro en persecució per equips (amb Laura Trott, Elinor Barker i Katie Archibald)

### Resultats a laCopa del Món
- 2008-2009
  - 1r a la Classificació general i a la prova de Melbourne, en Persecució
  - 1a a Manchester, Melbourne i Copenhaguen, en Persecució per equips
- 2009-2010
  - 1a a Manchester, en Persecució per equips
- 2010-2011
  - 1a a Manchester, en Persecució per equips
- 2011-2012
  - 1a a Londres, en Persecució
  - 1a a Londres, en Persecució per equips
- 2013-2014
  - 1a a Manchester, en Persecució
  - 1a a Manchester i Aguascalientes, en Persecució per equips